# Et valg - 1984
|  | Denne artikel er oprettet af botten Steenthbot ud fra en ekstern database. Den kan derfor have sproglige fejl eller mangler. Denne skabelon kan fjernes efter kontrol af indholdet. |

Et valg - 1984 er en dansk oplysningsfilm fra 1984 instrueret af Svend Aage Lorentz.

## Handling
Valgfilm for Socialdemokratiet i forbindelse med valg til Europa-Parlamentet 14. juni 1984.